# Gare de Barse
La gare de Barse est une ancienne gare ferroviaire belge de la ligne 126, de Statte à Ciney, située à proximité de Vierset-Barse, section de la commune de Modave, dans la province de Liège en Région wallonne.

## Situation ferroviaire
La gare de Barse était située au point kilométrique (pk) 8,30 de la ligne 126, de Statte à Ciney entre les points d'arrêt de Fourneau et Roiseux.

## Histoire
La ligne de Statte à Modave, est inaugurée par la Société anonyme du chemin de fer Hesbaye-Condroz le 10 juin 1872. La station de Barse à plus de 2,2 km du village de Vierset-Barse et à la même distance de celui de Marchin, sur la commune du même nom.
L’État belge reprend la compagnie en 1875. La ligne atteint Ciney en 1877 et, en 1891, un nouveau bâtiment de gare est érigé à Barse.
La ligne de Huy-Sud à Ciney ferme aux voyageurs en 1962 et le trafic des marchandises prend fin en 1964 sur la section de Marchin à Clavier, le reste de la partie sud fermant dans les années 1980.
Un RAVeL a été aménagé entre Marchin et Ciney. Le bâtiment de la gare accueille maintenant un gîte.

## Patrimoine ferroviaire
Le bâtiment des recettes correspond au plan type 1881 des Chemins de fer de l'État belge. Il remplace une construction de la compagnie Hesbaye-Condroz dont aucune image n'est connue.
Après sa fermeture, il échappe à la destruction (contrairement à celui, du même type, de la gare de Modave). Remis en état, il sert de gîte. Un coupon de voie le long du RAVeL a été conservé comme témoin.

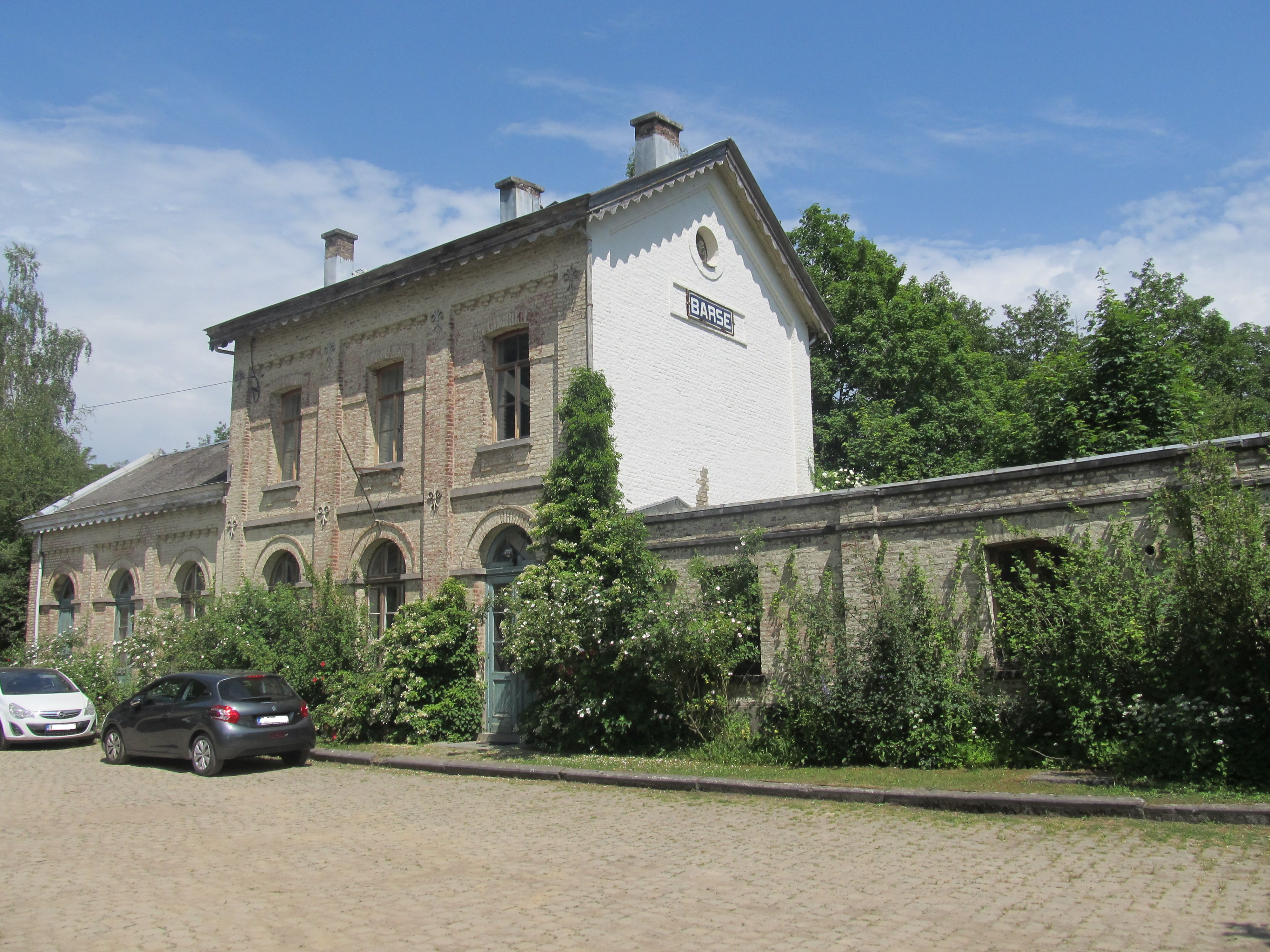
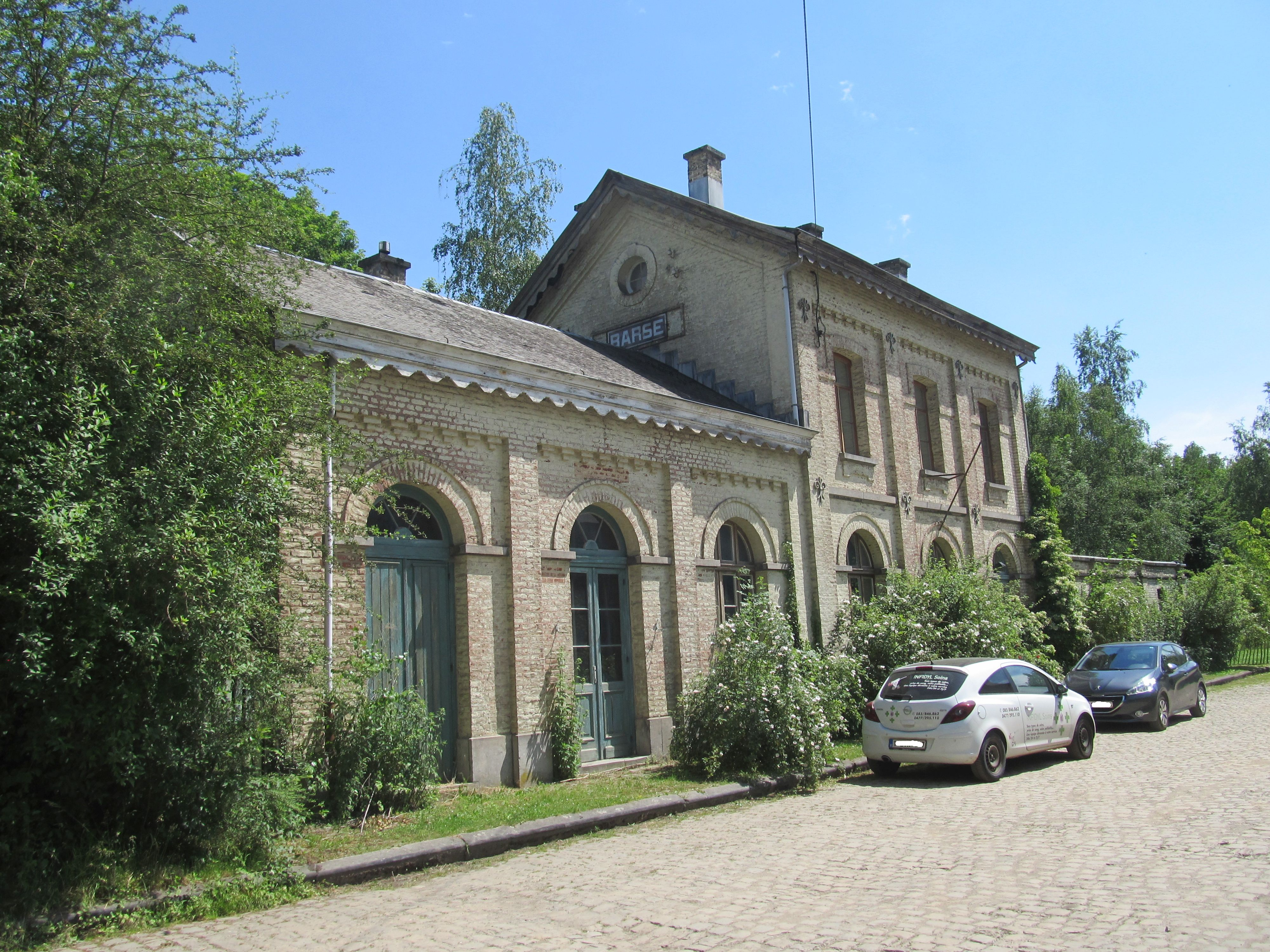
Côté rue…
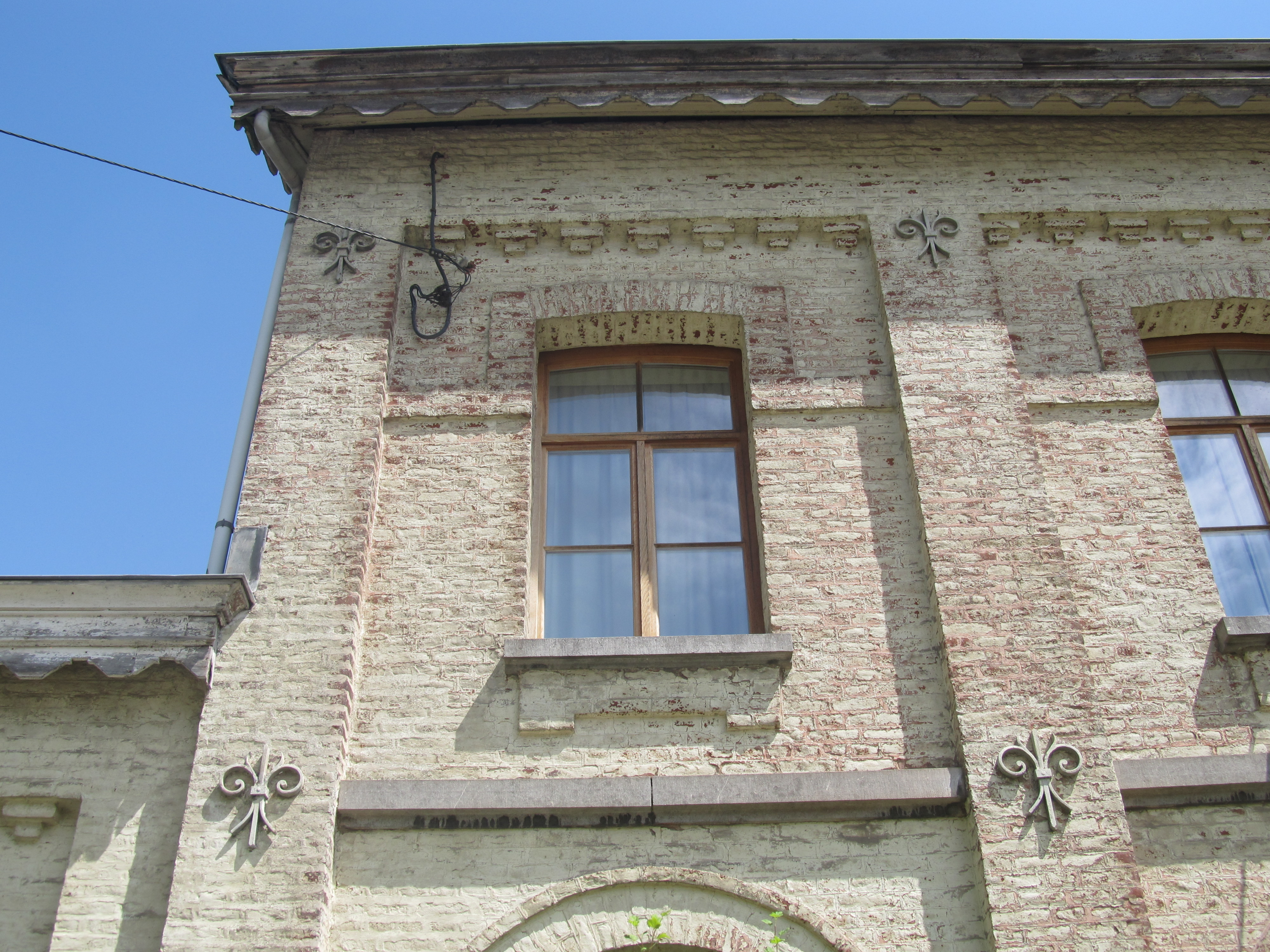
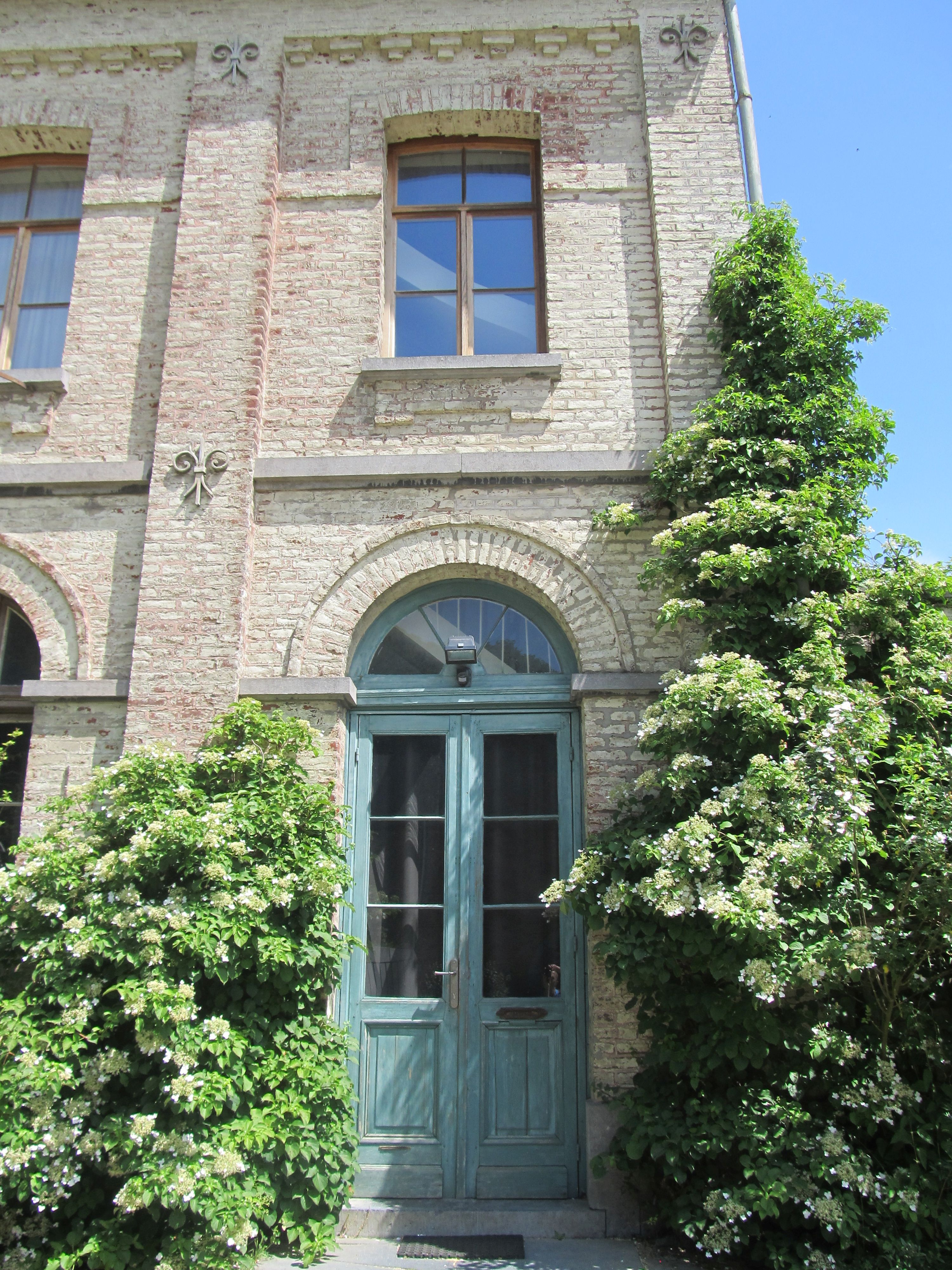

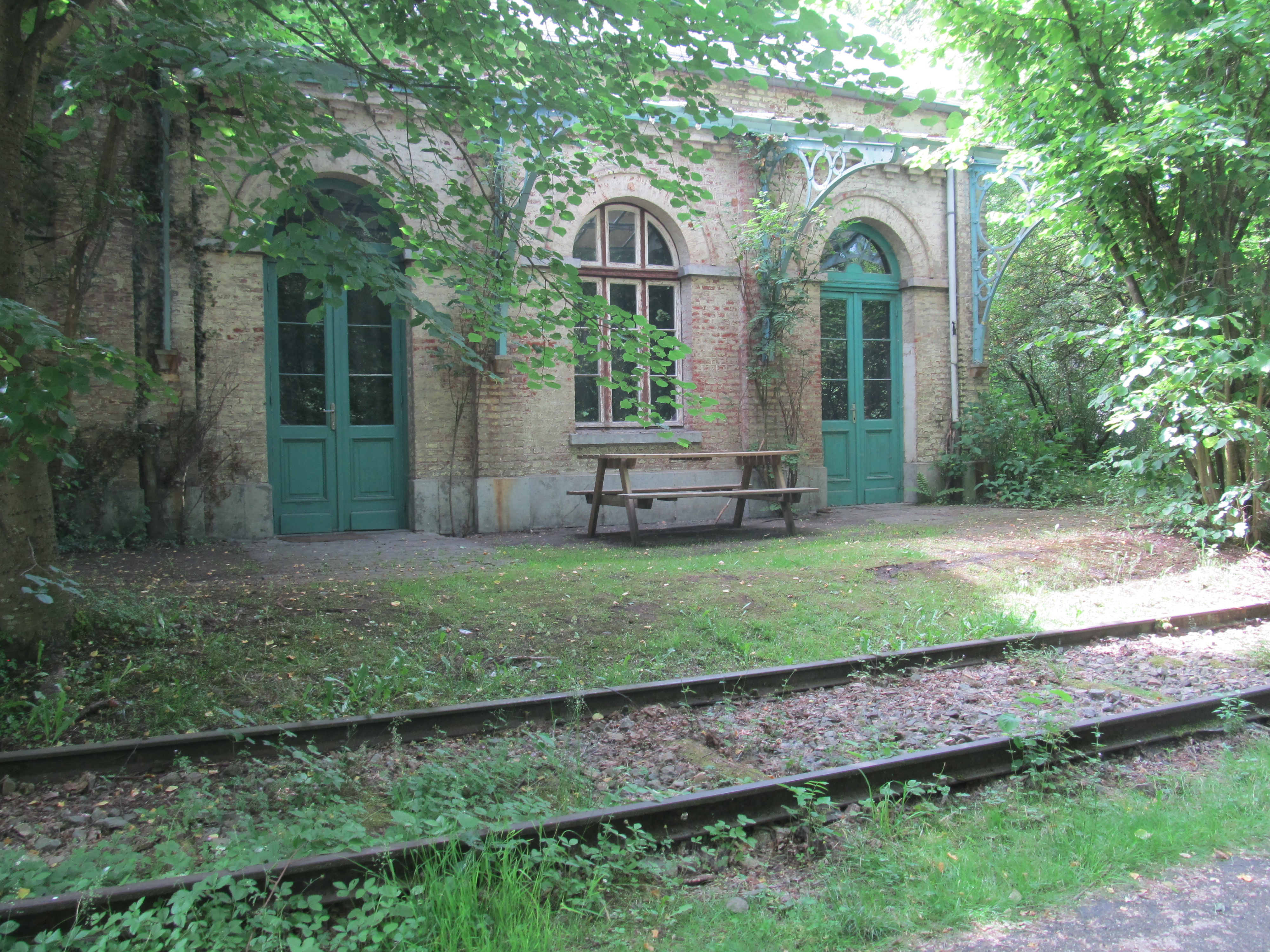
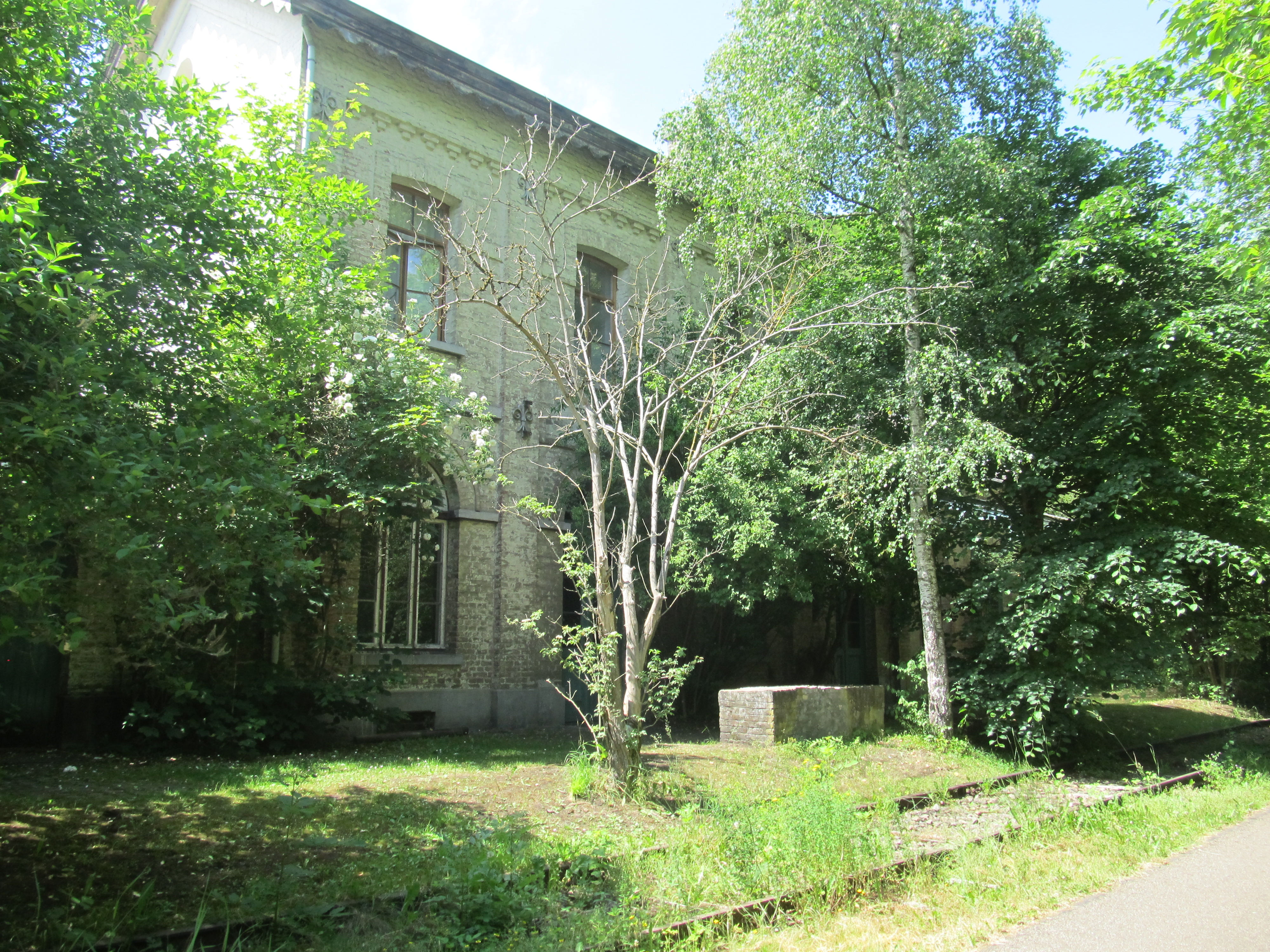
et voies…
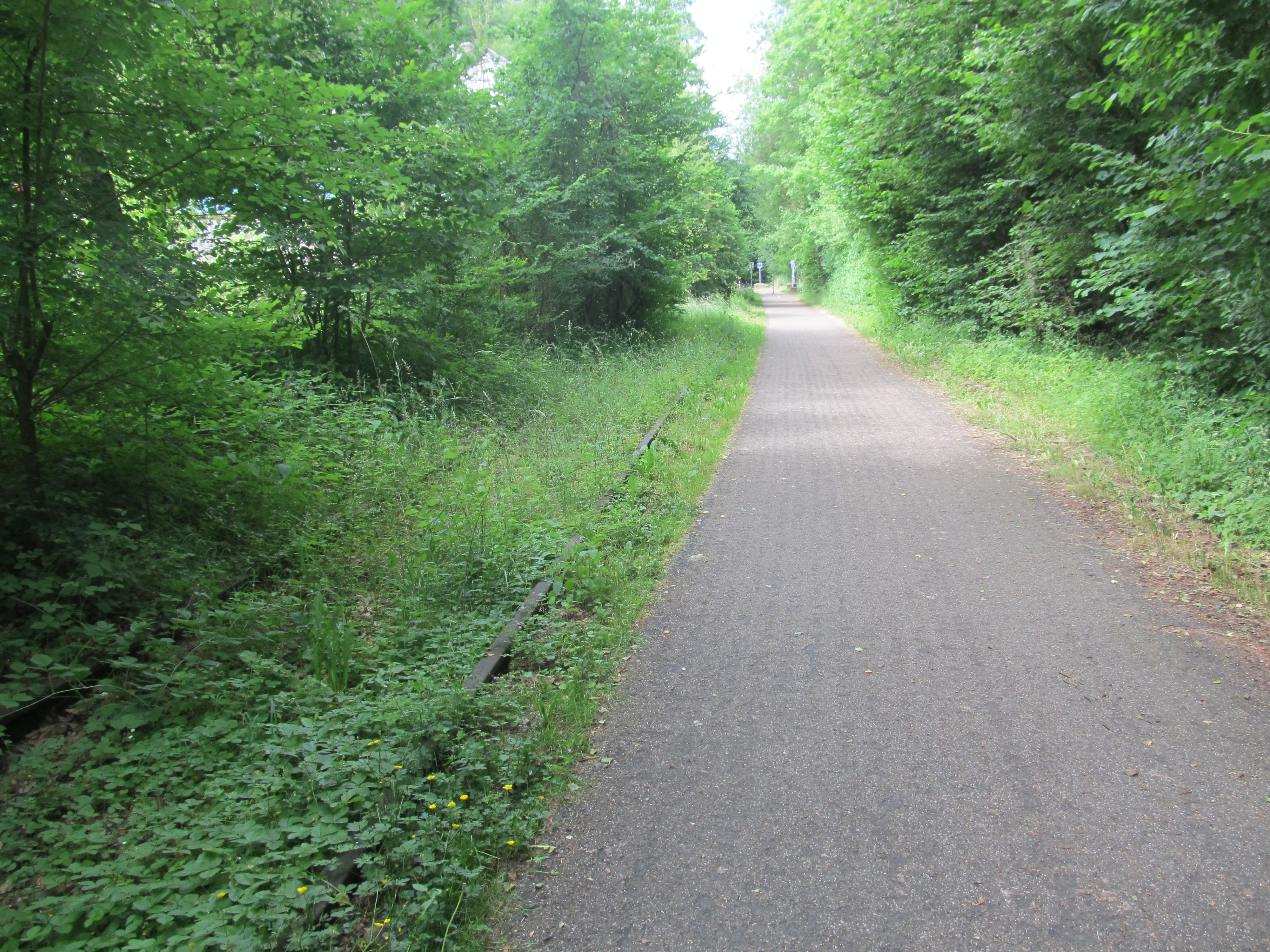